# Хайфон
Хайфон, Хайфонг, Гайфонґ (рідко) (в'єт. Hải Phòng, тьи-ном. (海防), хай Фонг) — місто на півночі В'єтнаму.
Розташоване у дельті річки Хонгха, на річці Кіньмон, що впадає у затоку Бакбо Південно-Китайського моря. Населення — 1 837 173 жителів (2009, перепис), третє у країні за населенням після Ханоя та Хошиміна. Одне з п'яти міст В'єтнаму центрального підпорядкування.
99,81 % населення Хайфона (1 833 699 осіб) становлять етнічні в'єтнамці.
Хайфон знаходиться приблизно за 100 км на північний схід від Ханоя і з'єднане з ним залізничною лінією і платною автострадою. Морський порт, другий за оборотом у В'єтнамі. Діє Міжнародний аеропорт Катбі.

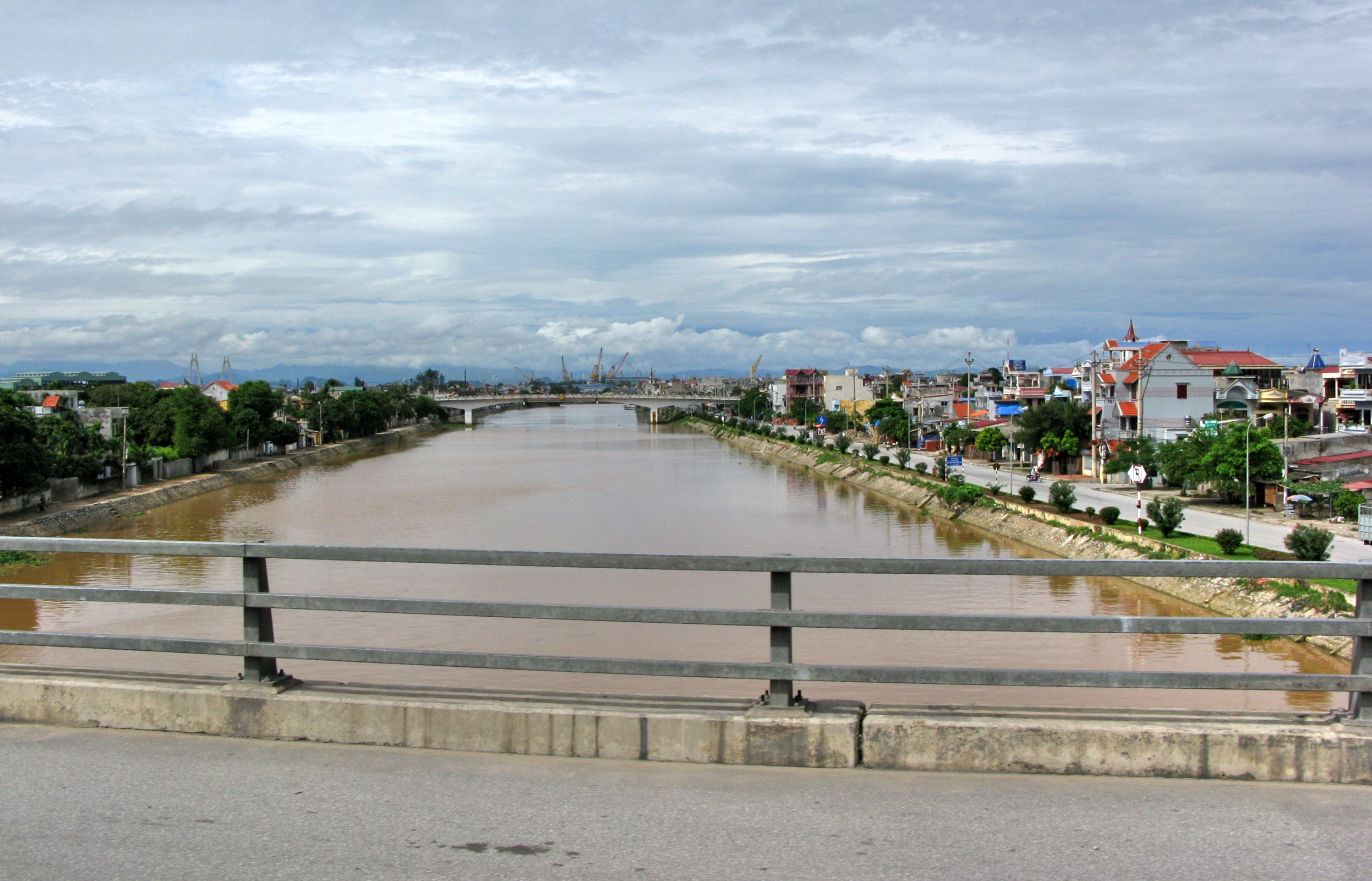
Річка Кам у Хайфонзі

## Клімат
Місто знаходиться у зоні, котра характеризується вологим субтропічним кліматом. Найтепліший місяць — червень з середньою температурою 28.3 °C (83 °F). Найхолодніший місяць — січень, з середньою температурою 16.7 °С (62.0 °F).
| Клімат Хайфона          | Клімат Хайфона | Клімат Хайфона | Клімат Хайфона | Клімат Хайфона | Клімат Хайфона | Клімат Хайфона | Клімат Хайфона | Клімат Хайфона | Клімат Хайфона | Клімат Хайфона | Клімат Хайфона | Клімат Хайфона | Клімат Хайфона |
| Показник                | Січ.           | Лют.           | Бер.           | Квіт.          | Трав.          | Черв.          | Лип.           | Серп.          | Вер.           | Жовт.          | Лист.          | Груд.          | Рік            |
| Абсолютний максимум, °C | 31             | 34             | 35             | 36             | 41             | 38             | 38             | 39             | 37             | 36             | 33             | 30             | 41             |
| Середній максимум, °C   | 20             | 20             | 21             | 26             | 30             | 31             | 31             | 31             | 30             | 30             | 25             | 22             | 26             |
| Середня температура, °C | 16             | 17             | 18             | 23             | 26             | 28             | 28             | 28             | 26             | 25             | 21             | 18             | 23             |
| Середній мінімум, °C    | 13             | 14             | 16             | 20             | 23             | 25             | 25             | 25             | 23             | 21             | 18             | 15             | 20             |
| Абсолютний мінімум, °C  | 6              | 7              | 8              | 10             | 16             | 20             | 21             | 20             | 16             | 15             | 8              | 6              | 6              |
| Норма опадів, мм        | 20             | 40             | 40             | 80             | 200            | 230            | 290            | 330            | 300            | 120            | 50             | 20             | 1770           |
| ----------------------- | -------------- | -------------- | -------------- | -------------- | -------------- | -------------- | -------------- | -------------- | -------------- | -------------- | -------------- | -------------- | -------------- |
| Джерело: Weatherbase    |                |                |                |                |                |                |                |                |                |                |                |                |                |

## Історія
Точний час заснування невідомо, але хайфонзький порт існує як мінімум кілька століть. Після колонізації В'єтнаму Францією став однією з найважливіших французьких військово-морських баз, отримав прізвисько «Тонкінської Венеції». Під час Другої світової війни окупований Японією.
У жовтні 1954 року став відправною точкою операції «Рейс до свободи», під час якої 293 000 біженців були евакуйовані з комуністичного Північного В'єтнаму у Сайгон, столицю Південного В'єтнаму, кораблями ВМС США. У 1972 році сильно постраждав від бомбардувань американської авіації, оскільки був єдиним великим портом Північного В'єтнаму.
Після війни відбудований як великий торгово-промисловий центр. Центр рибальства. Є однією з відправних точок для туристів, що прямують у затоку Халонг.

## Міста-побратими
Хайфон є містом-побратимом таких міст:
- Дананг, В'єтнам
- Інчхон, Республіка Корея (1997)
- Владивосток, Росія
- Санкт-Петербург, Росія
- Тяньцзінь, Китай (1999)
- Ліворно, Італія

## Галерея

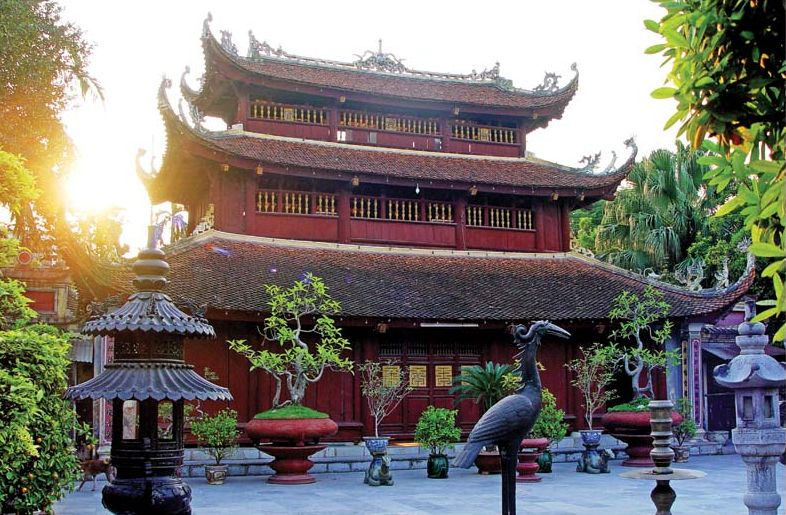
Пагода Ду Ганг
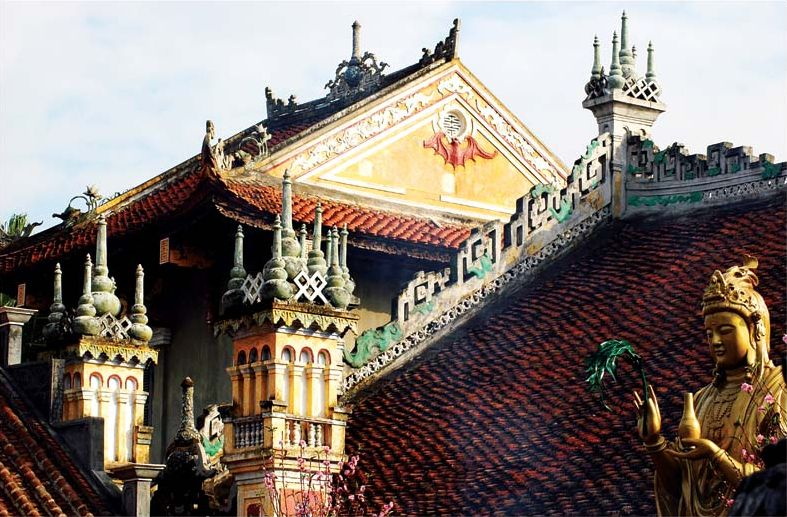
Архітектура пагоди Ду Ганг
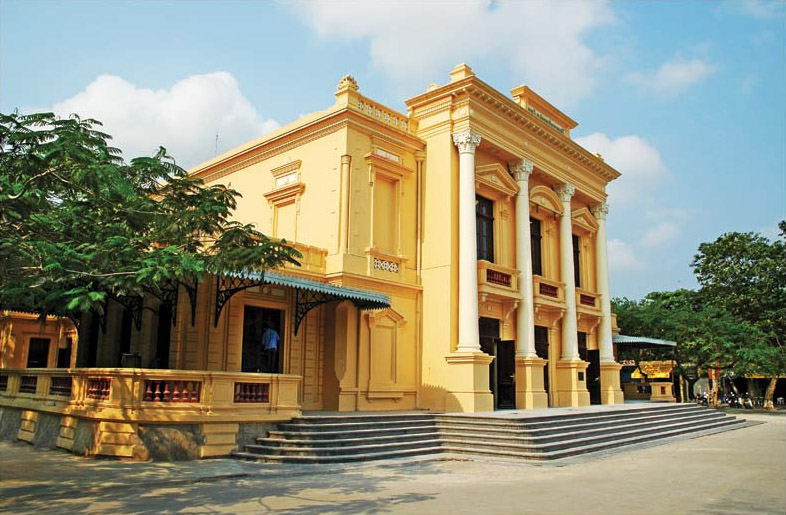
Будівля міської опери
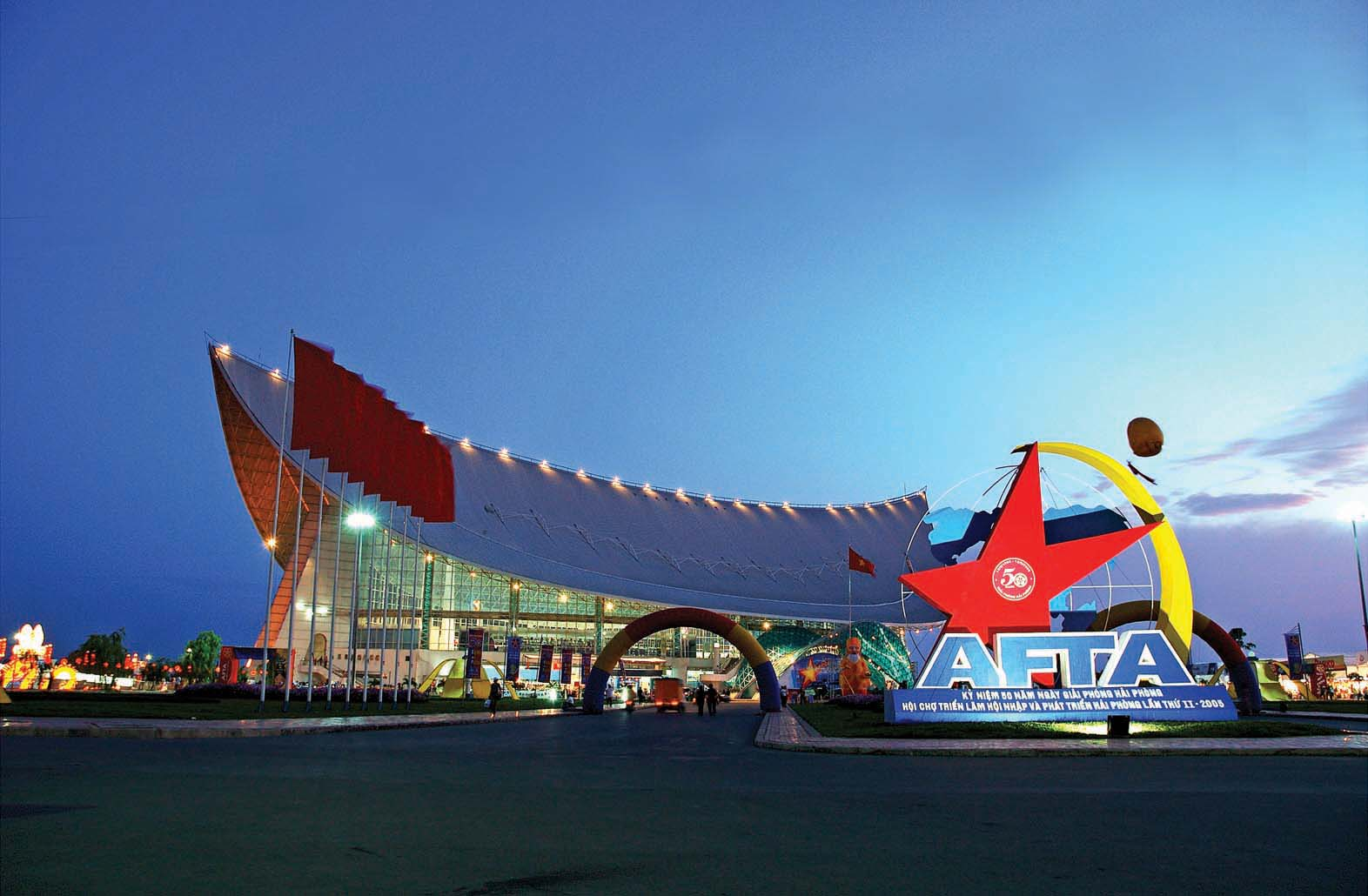
Міжнародний виставковий центр у місті Хайфон

### Українською
- Атлас. 10-11 клас. Економічна і соціальна географія світу / упорядники :  О. Я. Скуратович, Н. І. Чанцева. — К. : ДНВП «Картографія», 2010. — ISBN 978-966-475-639-3.
- Атлас світу / голов. ред. І. С. Руденко ; зав. ред. В. В. Радченко ; відп. ред. О. В. Вакуленко. — К. : ДНВП «Картографія», 2005. — 336 с. — ISBN 9666315467.